# فابین کارینی
فابین کارینی (انگلیسی: Fabián Carini؛ زادهٔ ۲۶ دسامبر ۱۹۷۹) یک بازیکن فوتبال اهل اروگوئه است.
وی همچنین در تیم ملی فوتبال اروگوئه بازی کرده‌است.